# René Sintès
René Sintès (Algeri, 25 gennaio 1933 – ...) è stato un pittore francese, scomparso a El Biar il 25 maggio 1962, rapito dall'Organisation armée secrète. Le sue opere sono essenzialmente non figurative e ambientate tra il 1950 e il 1962, nel contesto della guerra d'Algeria.